# One Dance
One Dance is een single van de Canadese rapper Drake samen met de Nigeriaanse zanger Wizkid en de Engelse zangeres Kyla. Het nummer bevat enkele samples van Crazy Cousinz en Kyla's nummer "Do You Mind" uit 2008 en is geproduceerd door Nineteen85, DJ Maphorisa, 40, Wizkid en Sarz. De single werd uitgebracht als muziekdownload op 5 april 2016 en was een week later voor het eerst te horen op de Amerikaanse radiostations.

## Achtergrondinformatie
One Dance werd samen met het nummer Pop Style kort uitgebracht nadat Drake zijn studioalbum Views had aangekondigd. In de Verenigde Staten piekte het nummer op de nummer-1 positie in de Billboard Hot 100, en werd daarmee zijn eerste nummer-1 hit in de Verenigde Staten. Buiten de Verenigde Staten, behaalde het nummer een nummer-1 positie in Australië, Duitsland, Engeland, Frankrijk Ierland, Nederland en Nieuw-Zeeland. In de Nederlandse Top 40 werd een record geëvenaard: negen weken op rij stond het nummer op de tweede plek, net als Jij Bent Zo van Jeroen van der Boom in 2007.

## Hitnoteringen

### Nederlandse Top 40
| Hitnotering: 23-04-2016 t/m 01-10-2016 | Hitnotering: 23-04-2016 t/m 01-10-2016 | Hitnotering: 23-04-2016 t/m 01-10-2016 | Hitnotering: 23-04-2016 t/m 01-10-2016 | Hitnotering: 23-04-2016 t/m 01-10-2016 | Hitnotering: 23-04-2016 t/m 01-10-2016 | Hitnotering: 23-04-2016 t/m 01-10-2016 | Hitnotering: 23-04-2016 t/m 01-10-2016 | Hitnotering: 23-04-2016 t/m 01-10-2016 | Hitnotering: 23-04-2016 t/m 01-10-2016 | Hitnotering: 23-04-2016 t/m 01-10-2016 | Hitnotering: 23-04-2016 t/m 01-10-2016 | Hitnotering: 23-04-2016 t/m 01-10-2016 | Hitnotering: 23-04-2016 t/m 01-10-2016 |
| Week:                                  | 1                                      | 2                                      | 3                                      | 4                                      | 5                                      | 6                                      | 7                                      | 8                                      | 9                                      | 10                                     | 11                                     | 12                                     | 13                                     |
| -------------------------------------- | -------------------------------------- | -------------------------------------- | -------------------------------------- | -------------------------------------- | -------------------------------------- | -------------------------------------- | -------------------------------------- | -------------------------------------- | -------------------------------------- | -------------------------------------- | -------------------------------------- | -------------------------------------- | -------------------------------------- |
| Positie:                               | 25                                     | 1                                      | 1                                      | 1                                      | 1                                      | 1                                      | 1                                      | 2                                      | 2                                      | 2                                      | 2                                      | 2                                      | 2                                      |
| Week:                                  | 14                                     | 15                                     | 16                                     | 17                                     | 18                                     | 19                                     | 20                                     | 21                                     | 22                                     | 23                                     | 24                                     |                                        |                                        |
| Positie:                               | 2                                      | 2                                      | 2                                      | 4                                      | 6                                      | 11                                     | 14                                     | 21                                     | 33                                     | 35                                     | 40                                     | uit                                    |                                        |

### NederlandseSingle Top 100
| Hitnotering: 16-04-2016 t/m | Hitnotering: 16-04-2016 t/m | Hitnotering: 16-04-2016 t/m | Hitnotering: 16-04-2016 t/m | Hitnotering: 16-04-2016 t/m | Hitnotering: 16-04-2016 t/m | Hitnotering: 16-04-2016 t/m | Hitnotering: 16-04-2016 t/m | Hitnotering: 16-04-2016 t/m | Hitnotering: 16-04-2016 t/m | Hitnotering: 16-04-2016 t/m | Hitnotering: 16-04-2016 t/m | Hitnotering: 16-04-2016 t/m | Hitnotering: 16-04-2016 t/m | Hitnotering: 16-04-2016 t/m | Hitnotering: 16-04-2016 t/m | Hitnotering: 16-04-2016 t/m | Hitnotering: 16-04-2016 t/m | Hitnotering: 16-04-2016 t/m | Hitnotering: 16-04-2016 t/m | Hitnotering: 16-04-2016 t/m |
| Week:                       | 1                           | 2                           | 3                           | 4                           | 5                           | 6                           | 7                           | 8                           | 9                           | 10                          | 11                          | 12                          | 13                          | 14                          | 15                          | 16                          | 17                          | 18                          | 19                          | 20                          |
| --------------------------- | --------------------------- | --------------------------- | --------------------------- | --------------------------- | --------------------------- | --------------------------- | --------------------------- | --------------------------- | --------------------------- | --------------------------- | --------------------------- | --------------------------- | --------------------------- | --------------------------- | --------------------------- | --------------------------- | --------------------------- | --------------------------- | --------------------------- | --------------------------- |
| Positie:                    | 69                          | 1                           | 1                           | 1                           | 1                           | 1                           | 1                           | 1                           | 1                           | 1                           | 1                           | 1                           | 1                           | 1                           | 1                           | 2                           | 2                           | 2                           | 2                           | 5                           |
| Week:                       | 21                          | 22                          | 23                          | 24                          | 25                          | 26                          | 27                          | 28                          | 29                          | 30                          | 31                          | 32                          | 33                          | 34                          | 35                          | 36                          | 37                          | 38                          | 39                          | 40                          |
| Positie:                    | 8                           | 8                           | 8                           | 9                           | 13                          | 16                          | 16                          | 19                          | 21                          | 27                          | 38                          | 42                          | 44                          | 45                          | 41                          | 46                          | 38                          |                             |                             |                             |

### NederlandseMega Top 50
| Hitnotering: 16-04-2016 t/m 05-11-2016 | Hitnotering: 16-04-2016 t/m 05-11-2016 | Hitnotering: 16-04-2016 t/m 05-11-2016 | Hitnotering: 16-04-2016 t/m 05-11-2016 | Hitnotering: 16-04-2016 t/m 05-11-2016 | Hitnotering: 16-04-2016 t/m 05-11-2016 | Hitnotering: 16-04-2016 t/m 05-11-2016 | Hitnotering: 16-04-2016 t/m 05-11-2016 | Hitnotering: 16-04-2016 t/m 05-11-2016 | Hitnotering: 16-04-2016 t/m 05-11-2016 | Hitnotering: 16-04-2016 t/m 05-11-2016 | Hitnotering: 16-04-2016 t/m 05-11-2016 | Hitnotering: 16-04-2016 t/m 05-11-2016 | Hitnotering: 16-04-2016 t/m 05-11-2016 | Hitnotering: 16-04-2016 t/m 05-11-2016 | Hitnotering: 16-04-2016 t/m 05-11-2016 | Hitnotering: 16-04-2016 t/m 05-11-2016 |
| Week:                                  | 1                                      | 2                                      | 3                                      | 4                                      | 5                                      | 6                                      | 7                                      | 8                                      | 9                                      | 10                                     | 11                                     | 12                                     | 13                                     | 14                                     | 15                                     | 16                                     |
| -------------------------------------- | -------------------------------------- | -------------------------------------- | -------------------------------------- | -------------------------------------- | -------------------------------------- | -------------------------------------- | -------------------------------------- | -------------------------------------- | -------------------------------------- | -------------------------------------- | -------------------------------------- | -------------------------------------- | -------------------------------------- | -------------------------------------- | -------------------------------------- | -------------------------------------- |
| Positie:                               | 36                                     | 10                                     | 1                                      | 1                                      | 1                                      | 2                                      | 2                                      | 2                                      | 3                                      | 3                                      | 2                                      | 3                                      | 3                                      | 3                                      | 1                                      | 6                                      |
| Week:                                  | 17                                     | 18                                     | 19                                     | 20                                     | 21                                     | 22                                     | 23                                     | 24                                     | 25                                     | 26                                     | 27                                     | 28                                     | 29                                     | 30                                     |                                        |                                        |
| Positie:                               | 6                                      | 3                                      | 9                                      | 13                                     | 18                                     | 21                                     | 24                                     | 25                                     | 25                                     | 28                                     | 31                                     | 34                                     | 41                                     | 42                                     | uit                                    |                                        |